# Demetrio Lozano
Demetrio Lozano Jarque, né le 26 septembre 1975à Alcalá de Henares, est un handballeur espagnol. Il est notamment champion du monde en 2005, trois fois vice-champion d'Europe et trois fois médaillé de bronze aux Jeux olympiques.

## Palmarès

### Club
Compétitions internationales
- vainqueur de la Ligue des champions (C1) (2) : 1999, 2000
  - finaliste en 2001, 2006
- vainqueur de la Coupe de l'EHF (C3) (2) : 2002 et 2004

Compétitions nationales
- championnat d'Allemagne (1) : 2002
- championnat d'Espagne (3) : 1999, 2000 avec Barcelone, 2005 avec Portland San Antonio
- vainqueur de la Coupe du Roi (1) : 2001
- vainqueur de la Coupe ASOBAL (1) : 2001
- vainqueur de la Supercoupe d'Espagne (1) : 2001

### Sélection nationale
Jeux olympiques
- Médaille de bronze aux Jeux olympiques de 1996 à Atlanta,  États-Unis
- Médaille de bronze aux Jeux olympiques de 2000 à Sydney,  Australie
- 7e place aux Jeux olympiques de 2004 à Athènes,  Grèce
- Médaille de bronze aux Jeux olympiques de 2008 à Pékin,  Chine

Championnats du monde
- 9e place au Championnat du monde 1997,  Japon
- 4e place au Championnat du monde 1999,  Égypte
- 7e place au Championnat du monde 2001,  France
- Médaille d'or au Championnat du monde 2005,  Tunisie
- 5e place au Championnat du monde 2007,  Allemagne

Championnats d'Europe
- Médaille d'argent au Championnat d'Europe 1996,  Espagne
- Médaille d'argent au Championnat d'Europe 1998,  Italie
- Médaille de bronze au Championnat d'Europe 2000,  Croatie
- 7e place au Championnat du d'Europe 2002 en Suède
- 10e place au Championnat du d'Europe 2004 en Slovénie
- Médaille d'argent au Championnat d'Europe 2006,  Suisse

Autres
- Médaille d'or à la Supercoupe des nations en 2003
- Médaille d'or aux Jeux méditerranéens de 2005

### Distinction personnelle
- élu meilleur arrière gauche en Espagne en 2008